# Malezonotus obrieni
Malezonotus obrieni är en insektsart som beskrevs av Ashlock 1963. Malezonotus obrieni ingår i släktet Malezonotus och familjen Rhyparochromidae. Inga underarter finns listade i Catalogue of Life.